# Gael García Bernal
Gael García Bernal (Guadalajara, 30 de novembre de 1978) és un actor, director i productor de cinema mexicà.
Gael és fill dels actors José Ángel García i Patricia Bernal. Inicià la seva carrera artística actuant al teatre. Als 11 anys participà en la seva primera telenovel·la, Teresa, protagonitzada per Salma Hayek; tres anys més tard va tenir el seu primer paper com a protagonista a la telenovel·la El abuelo y yo amb Ludwika Paleta i Diego Luna.
Estudià interpretació a la Central School of Speech and Drama de Londres. Ha participat en pel·lícules com El crimen del padre Amaro, Diarios de motocicleta o La mala educación.
Té una relació amb l'actriu argentina Dolores Fonzi; el 8 de gener del 2009 van tenir un fill.

## Filmografia

### Com a actor

#### Televisió
- Teresa (1989) - Peluche
- El abuelo y yo (1992) - Daniel García Medina
- Soy tu fan (2006) - Emilio
- Queen of Swords (2000) - Churi
- Mozart in the jungle (2014-2018) - Rodrigo de Souza
- Aquí en la tierra (2018) - L'ocell
- Hombre (2020) - Marcos Osuna

#### Pel·lícules
- De tripas corazón, 1996
- Amores perros, 2000.
- Cerebro, 2000.
- Sin noticias de Dios, 2001
- Vidas privadas, 2001
- Y tu mamá también, 2001
- The Last Post, 2001
- El ojo en la nuca, 2001
- I'm with Lucy, 2002
- Fidel, 2002
- El crimen del padre Amaro, 2002
- Dreaming of Julia, 2003
- Dot the I, 2003
- Sin noticias de Dios, 2003
- La mala educación, 2004
- Diarios de Motocicleta , 2004
- The King, 2005
- Babel, 2006
- La Science des rêves, 2006
- Déficit', 2007
- El Pasado, 2007
- Blindness, 2008
- Rudo y Cursi, 2008
- Mammoth, 2009
- The Limits of Control, 2009
- Lucio, 2009
- Letters to Juliet, 2010
- Pedro Páramo, 2010
- Triple Crossing, 2010
- También la lluvia, 2010
- A Little Bit of Heaven, 2011
- El planeta más solitario, 2011
- Casa de mi padre, 2012
- No, 2012
- Vamps, 2012
- Ardor, 2014
- 118 días, 2014
- Zoom, 2015
- Eva no duerme, 2015
- Desierto, 2015
- Me estás matando, Susana, 2016
- Neruda, 2016
- Sal y fuego, 2016
- Coco, 2017
- La maestra de kinder, 2018
- Museo, 2018
- Acusada, 2018
- Ema, 2019
- Wasp Network, 2019

### Com a director
- 8 (2008)
- Défict (2007)
- Lucio (2009)
- Chicuarotes (2019)